# Parité intrinsèque
En mécanique quantique, la parité intrinsèque est le facteur de phase qui apparaît comme valeur propre de l'opérateur parité.

## Mécanique
Pour voir que les valeurs propres de l'opérateur parité sont des facteurs de phase, considérons un état propre de cet opérateur. Comme deux transformations de parité laissent la particule dans son état initial, la nouvelle fonction d'onde ne peut différer que d'un facteur de phase : {\displaystyle P^{2}\psi =e^{i\phi }\psi }. Donc {\displaystyle P\psi =\pm e^{i\phi /2}\psi }, étant donné que ce sont les seuls états propres qui satisfont l'équation précédente.
La parité intrinsèque d'un système est le produit des parités intrinsèques de ses constituants. Par exemple, pour des particules qui n'interagissent pas, nous avons {\displaystyle P(|1\rangle |2\rangle )=(P|1\rangle )(P|2\rangle )}. La parité intrinsèque est conservée pour les interactions non-faibles (le produit des parités intrinsèques est le même avant et après la réaction), puisque [P,H]=0 : l'hamiltonien est invariant par transformation de parité. Comme la parité commute avec le hamiltonien, sa valeur propre ne change pas dans le temps, donc la phase de la parité intrinsèque est une quantité conservée.